# Sta arrivando la fine del mondo
Sta arrivando la fine del mondo è un singolo esclusivo per supporti digitali di Elio e le Storie Tese uscito nel 2012. Il brano è stato presentato nella puntata di Deejay chiama Italia dell'11 dicembre 2012, e non è stato incluso in nessun album del gruppo fino alla pubblicazione nel 2014 all'interno della raccolta Dei megli dei nostri megli.
Il singolo contiene la versione in studio del brano. Il brano tratta in maniera scanzonata e goliardica il tema della fine del mondo. Il titolo è un'ovvia citazione di A che ora è la fine del mondo? di Ligabue, cover di It's the End of the World as We Know It (And I Feel Fine) dei R.E.M.. Inoltre l'uso della parola apocalisse come congiuntivo dell'improbabile verbo "apocalire" è un'autocitazione da Cordialmente: più precisamente è una citazione di una poesia di Ermes Palinsesto: Se Apocalisse, saremmo spacciati!

## Tracce
1. Sta arrivando la fine del mondo – 4:43